# Nez-de-Cuir, gentilhomme d'amour
Pour les articles homonymes, voir Nez de cuir et Achille de La Genevraye dit « Nez de cuir ».
Nez-de-Cuir, gentilhomme d'amour  est un roman de Jean de La Varende publié en 1936 aux éditions Maugard. Il a été écrit entre 1930 et 1936, d'après l'histoire réelle de Achille Perrier de La Genevraye, grand-oncle de l'écrivain. Ce roman est adapté au cinéma par Yves Allégret sous le titre Nez de cuir.

## Synopsis
Aux confins du sauvage pays d'Ouche, à la lisière du Perche dont les verdoyantes collines se coupent de gorges profondes toutes parcourues d'eaux fuyantes et de sources vives, s'élève le château de Tainchebraye où vécut, il y a un siècle, un homme dont la Normandie entière s'occupa et qui survit dans les mémoires comme un grand trouble historique.
Le comte Roger de Tainchebraye a combattu en 1814 pendant la campagne de France. Haché par les sabres des Cosaques, laissé pour mort puis recueilli, soigné, sauvé, il gardera un visage broyé qui ne peut être qu'un objet d'horreur pour tous et pour toutes. Ainsi, grièvement blessé au visage, Roger de Tainchebraye, jeune homme de 22 ans, « don Juan » de sa Normandie natale, est obligé de porter un masque qui dissimule sa mutilation. Est-ce sa terrible blessure qui le fait mieux aimer « nez en moins », comme l'écrit l'auteur ? 
On le surnomme « Nez-de-Cuir ». Cynique à souhait, il multiplie les conquêtes et ses aventures ne se comptent plus. Nez-de-Cuir est pendant quinze ans le plus redoutable don Juan de la région. Et toute sa vie sera une longue frénésie, souffrante et fière, qui s'élèvera finalement vers Dieu comme vers un havre inconsciemment recherché.
Une seule femme lui résiste, Judith de Rieusses. Roger en tombe follement amoureux mais refuse le mariage. Judith épouse le marquis de Brives, dont le jeune homme devient le fidèle ami. À la mort du marquis, une violente scène oppose Judith et Roger. Ce dernier enlève son masque. Ne supportant pas sa déchéance et la pitié de Judith, Nez-de-Cuir s’éloigne à jamais.
Ce roman a connu un grand succès à sa parution, il a été régulièrement repris en Livre de poche et réédité chez Bartillat.

## Personnage de Roger de Tainchebraye
Nez-de-Cuir a existé. Dans l'univers de La Varende, il s'agissait de son grand-oncle Achille Perrier de La Genevraye, qui fut également blessé à la campagne de France (1814) : le 13 mars 1814, lors de la prise de Reims, il « a reçu treize blessures terribles et fut laissé pour mort sur le champ de bataille ». Né en 1787, il était fils de François Charles Guillaume Périer, seigneur de la Genevraye, ancienne paroisse du diocèse de Lisieux (né en 1740, mort le 25 mars 1793), et de Marie Madeleine Marguerite Guéroult de Freuville (1760-1833), originaire de Mortagne-au-Perche. Il s'attacha à Clarisse de La Haye, morte en 1823. Conseiller général de l'Orne, chevalier de la Légion d'honneur, il mourut le 31 juillet 1853, laissant ses biens et son siège à son fils le comte Louis de la Genevraye (né en 1819, mort le 18 mai 1892). Le château de la Genevraye, près du Merlerault, est ensuite passé dans la famille Gasté.
La Varende composa son roman avec des lettres du héros conservées dans les archives familiales et en reprenant les souvenirs qu’il avait laissés dans la région. Le pavillon de Tainchebraye, dans les bois, existe lui aussi. Il s'appelle la Gallardière, et se trouve près de Mortagne-au-Perche.
À Beaumesnil, également, on retrouve le souvenir de Roger de Tainchebraye et de Judith de Rieusses. Beaumesnil, dans Nez-de-Cuir, est appelé « Mesnilroyal ».

## Adaptation
- Nez de cuir, film réalisé par Yves Allégret en 1951, avec Jean Marais dans le rôle-titre.
- Nez-de-Cuir, bande dessinée de Jacques Terpant et Jean Dufaux (2019)[3].

## Éditions
- Nez-de-Cuir, gentilhomme d'amour, Rouen, Maugard, 1936, 266 p. (OCLC 459480306)
- Nez-de-Cuir, gentilhomme d'amour, Paris, éditions Plon, 1937, 255 p.
- Nez-de-Cuir, gentilhomme d'amour, Paris, Marcel Lubineau Editeur, 1941, 279 p., illustrations de Sylvain Sauvage
- Nez-de-Cuir, gentilhomme d'amour, Paris, éditions Arc-en-ciel, 1952, 263 p., illustrations de Gaston Barret.
- Nez-de-Cuir, gentilhomme d'amour, Paris, éditions Plon, 1974, 252 p.
- Nez-de-Cuir, gentilhomme d'amour, Paris, Bartillat, 2006, 288 p.  (ISBN 9782841003686)